# ایموکالی، فلوریدا
ایموکالی (به انگلیسی: Immokalee) یک منطقهٔ مسکونی در ایالات متحده آمریکا است که در شهرستان کلیر، فلوریدا واقع شده‌است. ایموکالی ۶۰٫۳ کیلومتر مربع مساحت و ۲۴٬۱۵۴ نفر جمعیت دارد و ۱۰ متر بالاتر از سطح دریا قرار دارد.